# Řád sv. Anny (Rusko)
Imperátorský Řád svaté Anny (rusky: Императорский орден Святой Анны) byl ruský řád založený původně holštýnsko-gottorpským vévodou Karlem Bedřichem v roce 1735 na paměť jeho manželky velkokněžny Anny Petrovny. Od roku 1762 byl řád užíván v Rusku jejich synem carem Petrem III. a od roku 1796 byl oficiálně přijat mezi ruské imperátorské řády jako obecný záslužný řád. Zanikl s koncem monarchie v Rusku v roce 1917.

## Historie
Car Pavel I. v roce 1797 upravil pravidla pro udělování řádu sv. Anny v souvislosti s jeho uvedením do systému ruských řádů a vyznamenání. Podle statutu řádu byl řád rozdělen do celkem tří tříd (později čtyř tříd) a byl udělován za obecné zásluhy o stát a státní (vojenskou) službu.
Dále byl statut řádu upraven v roce 1829, kdy byl založen tzv. řádový sněm, který měl spolupracovat v rozhodovacím procesu pro udělení řádu. V roce 1845 byl vydán další statut, který upřesňoval pravidla pro udělování, práva a privilegia členů řádů a další pravidla související s řádem. Do roku 1845 bylo s udělením řádu spojeno povýšení do dědičného šlechtického stavu, což statut změnil: dědičné šlechtictví se týkalo jenom řádu I. třídy, zatím co u ostatních se jednalo jenom o šlechtictví osobní.
S udělením řádu byla spojená také výplata roční penze, která byla odlišena podle stupňů a dalších podmínek. Např. k I. třídě se jednalo mezi 350 až 200 rublů tehdejší měny. A u poslední čtvrté třídy se jednalo 60 až 40 rublů.
Vedle vlastního odznaku řádu bylo zavedeno v roce 1797 vyznamenání sv. Anny, které bylo určeno pro nižší vojenské hodnosti po 20 letech příkladné vojenské služby. Vyznamenání se skládalo ze stříbrné medaile s vyobrazením svatoannenského kříže nošené na stužce na prsou.

## Třídy a pravidla nošení
Řád byl původně založen jenom v jedné třídě. Po přijetí řádu (1796) do soustavy ruských imperátorských řádů byl rozdělen do celkem 3 tříd a od roku 1835 do celkem 4 tříd.
- I. třída: velkostuha přes levé rameno a hvězda řádů napravo
- II. třída: řádový odznak zavěšený na krční stuze
- III. třída: řádový odznak na prsou
- IV. třída: řádový odznak byl zavěšený na šavli.[5]

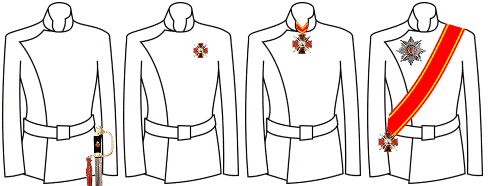
Pravidla nošení řádu Sv. Anny. Zleva IV: třída s odznakem na šavli, III. třída s odznakem na prsou, II. třída s páskou kolem krku a zcela napravo I. třída s hvězdou a velkostuhou s odznakem přes levé rameno

## Vzhled řádu
Odznakem řádu sv. Anny byl zlatý tlapatý kříž zdobený červeným smaltem. Mezi jednotlivými rameny kříže byly dekorující ornamenty ve zlatě. V případě vojenských zásluh byly do ornamentů umístěny ještě zkřížené meče. Uprostřed něj byl umístěn medailon s miniaturou svaté Anny. 

Hvězda řádu byla stříbrná osmicípá s medailonem v červené barvě a křížem na zlatém pozadí uprostřed. Okolo byla situována páska se stříbrným latinským nápisem Aman. Just. Piet. Fid. V horním okraji pásky s nápisem byly dvě postavy andělíčků nesoucích korunku.

## Významní nositelé řádu
Řád patřil k poměrně hojně užívaným vyznamenáním Ruské říše. Byla jim vyznamenána většina významných politických a vojenských osobností ruského života.
Mezi vyznamenanými z řad Čechů byl například Václav Hanka, který byl držitelem řádu sv. Anny III. třídy. Dále to byli také Karel Jaromír Erben, František Ladislav Rieger nebo generál z období napoleonských válek Václav Jan Frierenberger a další. Z řad Moravanů pak například P. František Sušil, jemuž car udělil řád II. třídy v roce 1863.

## Galerie

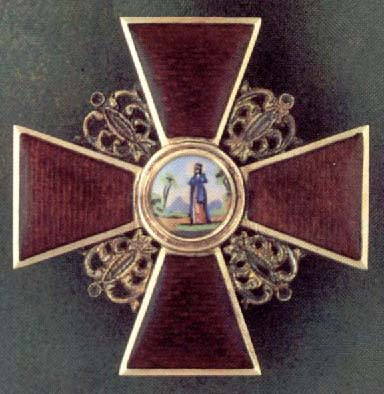
Odznak řádu III třídy
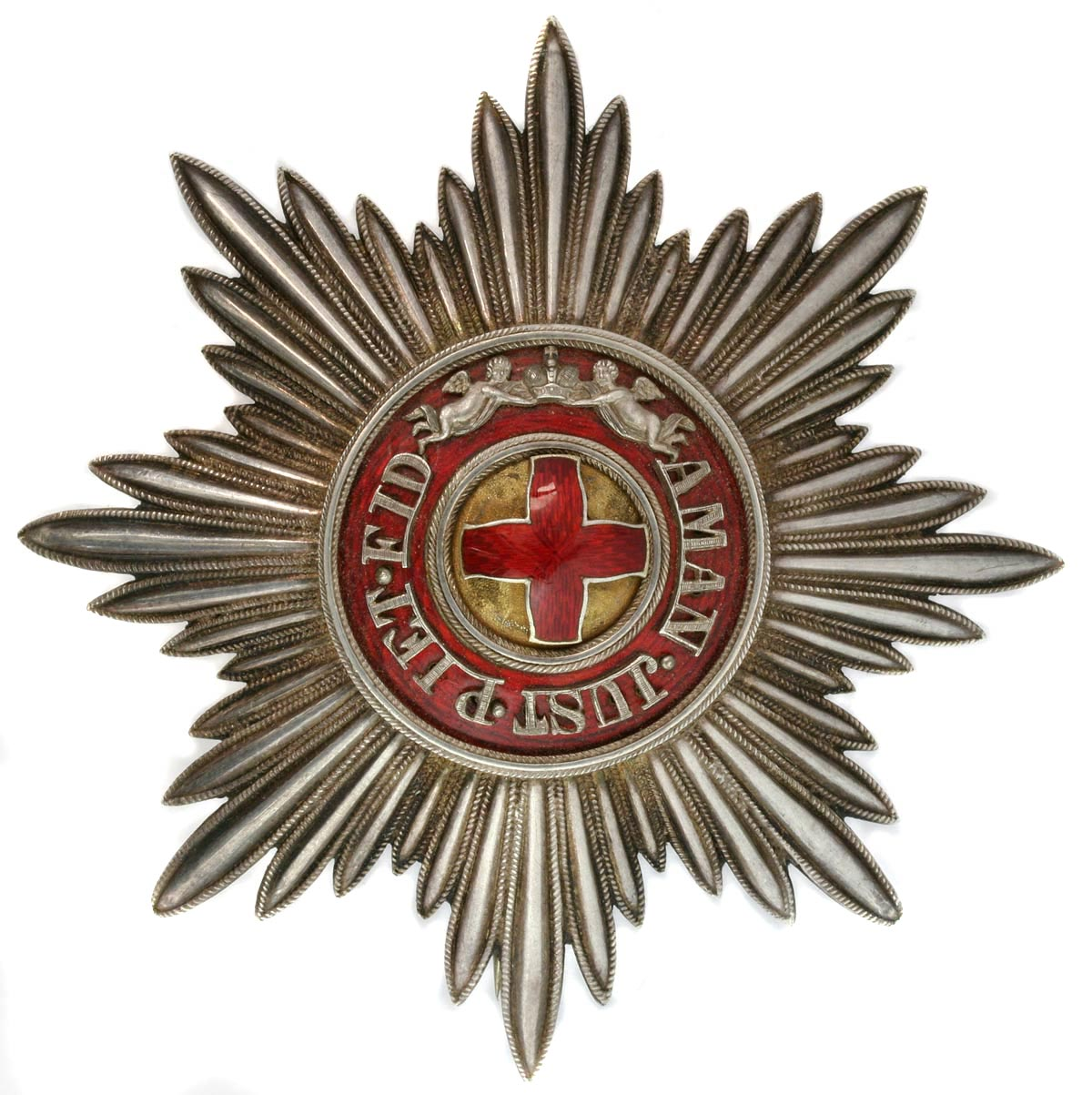
Hvězda řádu sv. Anny
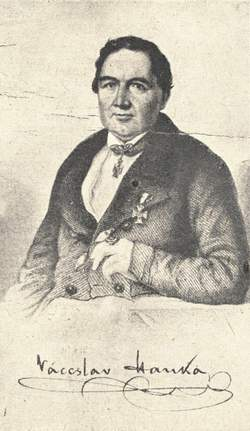
Václav Hanka s odznakem řádu III. třídy.